# Eretmapodites silvestris
Eretmapodites silvestris är en tvåvingeart som beskrevs av Ingram och Meillon 1927. Eretmapodites silvestris ingår i släktet Eretmapodites och familjen stickmyggor. Inga underarter finns listade i Catalogue of Life.